# Renens
Pour l’article ayant un titre homophone, voir Renan.
Renens (prononcé [ʁən̪ɑ̃] en français ) est une commune suisse du canton de Vaud, située dans le district de l'Ouest lausannois, dont elle est le chef-lieu.

## Géographie

### Situation
Renens se situe à l'ouest de Lausanne. La commune fait partie de l'agglomération lausannoise. Elle occupe un terrain en pente descendant presque jusqu'au lac.
Le territoire de Renens s'étend sur 2,96 km2. Lors du relevé de 2013-2018, les surfaces d'habitations et d'infrastructures représentaient 95,3 % de sa superficie, les surfaces agricoles 2,4 % et les surfaces boisées 2,4 %.
| Crissier              |          | Jouxtens-Mézery |
| Écublens              | Renens   | Prilly          |
| Chavannes-près-Renens | Lausanne |                 |

### Hydrologie
Elle est traversée par une rivière, la Mèbre, et deux ruisseaux, le ruisseau de Broye et le ruisseau des Baumettes.
La Mèbre et le ruisseau de Broye sont tous deux symbolisés sur le drapeau de la ville.

### Climat
Située en plaine, Renens dispose d'un climat continental, influencé à la fois par sa proximité avec le lac Léman et celle des Alpes. Les différences de température peuvent donc être importantes au cours de l'année, avec une moyenne de 3 à 5 degrés en hiver et des maximales autour de 25 degrés en été atteignant parfois des pics de température, dépassant les 30 degrés.
Les massifs montagneux garantissent une pluviométrie relativement élevée, avec en moyenne un jour sur trois de pluie ou de légères précipitations.
Durant l'hiver, le brouillard s'installe en basse altitude, tandis que la ville jouit d'une moyenne d'ensoleillement de 8 heures par jour durant la saison estivale.

### Transports
Elle est traversée par deux routes importantes, ainsi que par les chemins de fer et la ligne M1 du métro de Lausanne. Sans être traversée par l'autoroute, Renens bénéficie de la sortie no 18 de l'A1 au niveau de Crissier.
Un tramway entre la place de l'Europe à Lausanne et la gare de Renens est en construction. Sa mise en service est prévue en 2026.

## Histoire
Le nom de Rugnens apparaît pour la première fois en l'an 896[réf. obsolète], tour à tour Runens, Rugnens, Regnens puis finalement Renens. La Ville a pris son envol beaucoup plus tard ; au début du XXe siècle. Elle le doit à l'arrivée du chemin de fer, particulièrement à la construction de la ligne Morges - Yverdon-les-Bains. La gare de Renens est inaugurée en 1876 sous la coupelle de la Compagnie de Chemins de Fer de la Suisse Occidentale. Un rapide coup d'œil à l'évolution de la population le prouve : passant d'un petit village agricole de 433 habitants en 1860, elle passe à 1 279 en 1900 pour dépasser les 20 000 aujourd'hui.
Dans la nuit du 11 au 12 juin 1940, la gare de Renens est bombardée par des bombardiers anglais de retour d'une mission sur les usines Fiat de Turin. L'attaque, qui fait deux morts et huit blessés, est due à une erreur de navigation des équipages (d'autres bombes tombent sur Genève). Le gouvernement britannique présentera ses regrets et versera un dédommagement de 1,2 million de francs de l'époque[source insuffisante].
Le proche passé de Renens, celui du XXe siècle, est intimement lié à l'industrie. C'est elle qui a façonné la ville, ses rues et ses places. Des grandes usines d'alors (Maillefer, Briquetterie, Fly, Thévenaz-Leduc, Iril), il ne reste aujourd'hui plus grand-chose. La ville a pris une autre direction, résolument tournée vers la culture, avec l'arrivée de l'École cantonale d’art de Lausanne ou le changement d'affectation de l'ancien silo à grain en espace de culture.

## Politique et administration

### Vie politique
La ville de Renens dispose d'un exécutif, la municipalité, comptant sept membres, et d'un législatif, le conseil communal, comptant 80 membres. Ces deux organes comptent une majorité de gauche (55 sièges pour POP, PSS et Verts dans le conseil communal).
Depuis le 1er juillet 2021, la composition de la Municipalité est la suivante: deux membres du Parti ouvrier et populaire (POP), trois socialistes et deux écologistes. Le syndic est Jean-François Clément, Parti socialiste suisse (PSS).
Le parlement est lui composé de 18 membres de Fourmi rouge (POP et Gauche en mouvement), 20 du Parti socialiste, 18 du Parti libéral-radical, 17 des Verts - Mouvement écologiste et 7 de l'UDC.

### Liste des syndics de Renens
- 1902-1905 : Henri Marsens, Parti radical-démocratique (PRD).
- 1906-1909 : Emile Wittwer, Parti radical-démocratique (PRD).
- 1910-1917 : Edouard Collet, Parti radical-démocratique (PRD).
- 1918-1921 : Innocent Rossi, Parti socialiste suisse (PSS).
- 1922-1930 : Charles Wittwer, Parti radical-démocratique (PRD).
- 1931-1933 : Justin Magnenat, Parti radical-démocratique (PRD).
- 1934-1937 : Ernest Gloor, Parti socialiste suisse (PSS).
- 1938-1945 : Eugène Amiguet, Parti radical-démocratique (PRD).
- 1946-1949 : Henri Crot, Parti ouvrier et populaire (POP).
- 1950-1953 : Albert Ruedi, Parti radical-démocratique (PRD).
- 1954-1961 : Arthur Burki, Parti radical-démocratique (PRD), décédé en fonction.
- 1961-1965 : Henri Nicollier, Parti socialiste suisse (PSS).
- 1966-1977 : Georges Aegerter, Parti radical-démocratique (PRD).
- 1978-1981 : Richard Naegele, Parti socialiste suisse (PSS).
- 1982-1989 : Jacques Boss, Parti radical-démocratique (PRD).
- 1990-1997 : Philippe Delachaux, Parti libéral suisse (PLS).
- 1998-2006 : Anne-Marie Depoisier, Parti socialiste suisse (PSS).
- 2006-2016 : Marianne Huguenin, Parti ouvrier et populaire (POP).
- depuis le 1.7.2016 : Jean-François Clément, Parti socialiste suisse (PSS).

### Projet d'agglomération inter-urbaine
Renens est entièrement englobée dans le projet d'agglomération inter-urbaine « PALM », visant le regroupement des zones urbaines de Lausanne et Morges.

## Population

### Gentilé et surnom
Les habitants de la commune se nomment les Renanais ou les Renannais.
Ils sont surnommés lè Poûre-Dzein (les pauvres gens en patois vaudois),.

### Démographie

#### Évolution de la population
La commune compte 21 408 habitants au 31 décembre 2023 pour une densité de population de 7 232 hab/km2. Sur la période 2010-2023, sa population a augmenté de 9,2 % (canton : 18,6 % ; Suisse : 9,4 %).  

#### Pyramide des âges
En 2023, le taux de personnes de moins de 30 ans s'élève à 38,2 %, au-dessus de la valeur cantonale (34,6 %). Le taux de personnes de plus de 60 ans est quant à lui de 20,1 %, alors qu'il est de 22,5 % au niveau cantonal.
La même année, la commune compte 10 878 hommes pour 10 530 femmes, soit un taux de 50,8 % d'hommes, supérieur à celui du canton (49,1 %).
| Hommes | Classe d’âge | Femmes |
| ------ | ------------ | ------ |
| 0,4    | 90 ans ou +  | 1,3    |
| 5,6    | 75 à 89 ans  | 7,6    |
| 12,0   | 60 à 74 ans  | 13,2   |
| 19,8   | 45 à 59 ans  | 19,9   |
| 22,7   | 30 à 44 ans  | 21,2   |
| 25,6   | 15 à 29 ans  | 22,1   |
| 13,9   | - de 14 ans  | 14,7   |

| Hommes | Classe d’âge | Femmes |
| ------ | ------------ | ------ |
| 0,6    | 90 ans ou +  | 1,4    |
| 6,5    | 75 à 89 ans  | 8,7    |
| 13,5   | 60 à 74 ans  | 14,3   |
| 20,9   | 45 à 59 ans  | 20,9   |
| 22,3   | 30 à 44 ans  | 21,7   |
| 19,6   | 15 à 29 ans  | 17,7   |
| 16,6   | - de 14 ans  | 15,3   |

## Économie
L'usine à gaz de Malley a joué durant plus d'un demi-siècle un rôle économique majeur pour l'ensemble de la grande agglomération lausannoise, jusqu'à ce que le gaz de ville soit remplacé par le gaz naturel. Les derniers édifices subsistant de l'ancienne usine abritent aujourd'hui le club de tennis de table de Lausanne (CTT), et le Théâtre Kléber-Méleau.
L'opérateur de télécommunication Salt a son siège à Renens.

## Culture et patrimoine

### Héraldique
| Blason | Blasonnement : De gueules à deux pals ondés d'argent, au chef du même. |

### Monuments et curiosités
- Le château.

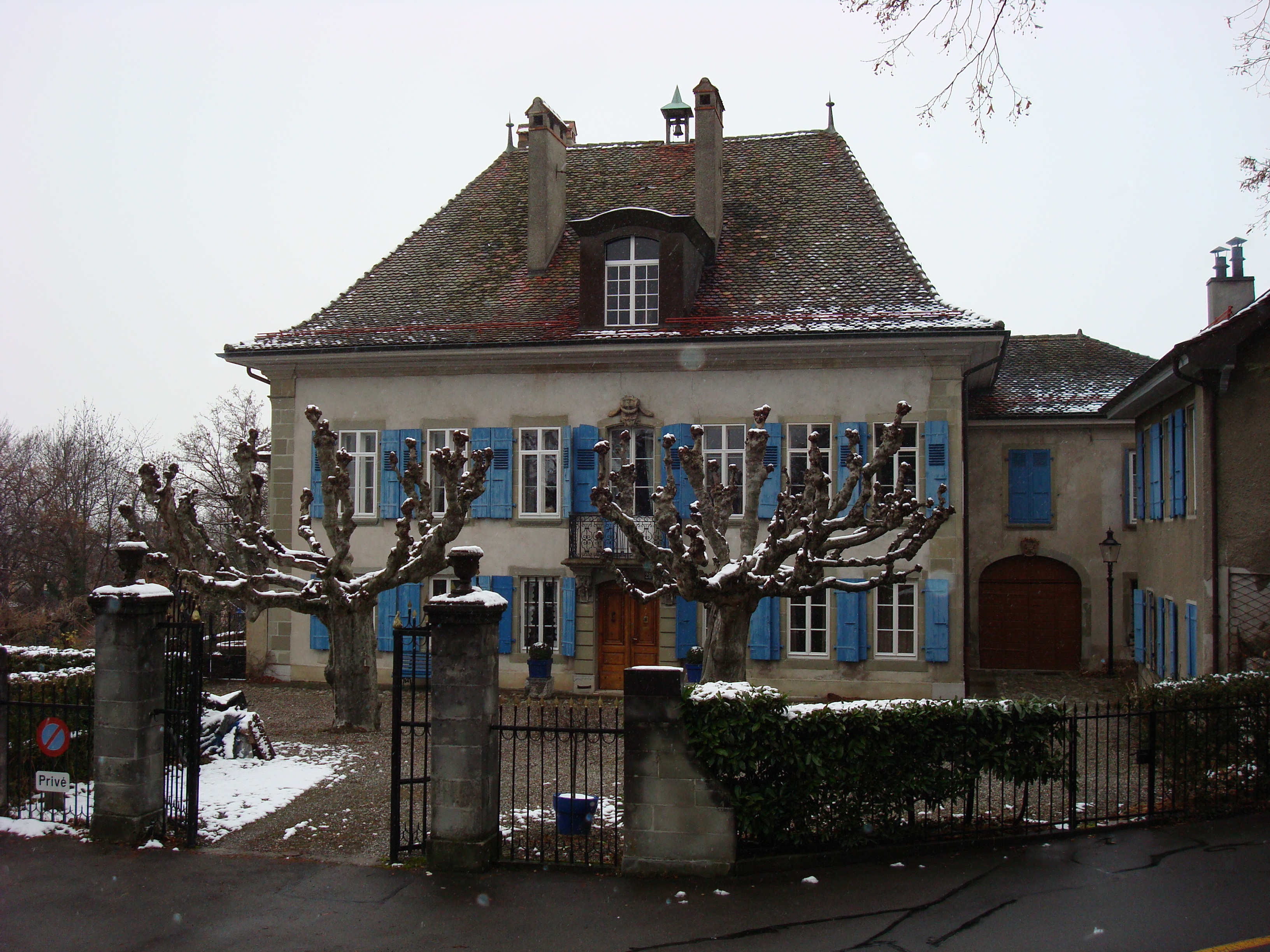
Château de Renens en hiver.

- La maison des Tilleuls, œuvre de l'architecte (1768-1772) Gabriel Delagrange[15], devenu un centre culturel « La Ferme des Tilleuls »[16], et accueille l’œuvre de Danielle Jacqui ORGANuGAMME[17].
- Le silo de l'architecte Jean Tschumi.
- La salle de spectacles, typique des années 1950.
- Les maisons en rangée du chemin des Clos, construites en 1907 par l'architecte Georges Épitaux.
- Le chemin de Villas-du-Mont.
- Les maisons de l'avenue de Longemalle, prototypes de cité-jardin.
- Le temple protestant de 1933-1935, par l'architecte Paul Lavenex[18].
- L'atelier de reliure Mayer&Soutter et les Imprimeries Réunies, construits entre 1963 et 1965 par l'architecte Jean-Marc Lamunière.
- Le bâtiment Eternit, construit entre 1961 et 1963 par l'architecte Frédéric Brugger.

### Manifestations
- Festimixx, Festival de musique et fête interculturelle (2000, 2003, 2006, 2009, 2012, 2015, 2018, 2022, 2025).
- Saison culturelle de Renens.
- Vive(z) l’été, programme qui regroupe cinéma, théâtre, balades et danse durant l’été.
- 1020 Run, course d'automne[19].

### Personnalités
Le chanteur Henri Dès y est né.